# إمبيلية أرفاكية
إمبيلية أرفاكية (الاسم العلمي:Embelia arfakensis) هي نوع من النباتات تتبع جنس الإمبيلية من فصيلة الربيعية.